# Normaltid
Normaltid, uofficielt vintertid og meget sjældent korrekt beskrevet som zonetid, betegner tiden i en given tidszone. Normaltid står således i modsætning til sommertid, hvor urene stilles en time frem, og som følge heraf kaldes normaltid også fejlagtigt vintertid. Perioden for normaltid strækker sig i Danmark (og resten af EU) fra sidste søndag i oktober til sidste søndag i marts - perioden med sommertid er således længere end perioden med normaltid.

## Normaltid i Danmark
Dansk normaltid anvender koordineret universaltid fra den 26. marts 2023.
Eftersom den danske normaltid siden 1894 været del af det internationale zonetidssystem - universaltiden - anvendes betegnelsen centraleuropæisk tid (CET) i international sammenhæng.

## Teknisk
I Danmark er normaltiden UTC+1, altså når klokken er 6 på 0-meridianen i Greenwich, England er den 7 i Danmark.

## Energiforbrug
Energiforbruget stiger med 4 til 6 procent, når der skiftes fra sommertid til normaltid. 